# Gojčič
Gojčič je priimek več oseb:
- Alojz Gojčič, lokalni politik, podjetnik in šporrtni delavec (s sinovoma Gorazdom & Sašom)
- Franc Gojčič, golfist (Ptuj) (& Slavka)
- Matjaž Gojčič, slovenski golfist
- Stanko Gojčič, slovenski pedagog